# 燃霜行动
燃霜行動（英語：Operation Burnt Frost）是美國一次軍事行動，旨在攔截並摧毀隸屬於美國國家偵察局的失效人造衛星——美國193號衛星。 2008年2月20日美國東部標準時間晚上10:26左右，經過大量改造的標準三型飛彈從伊利湖號導彈巡洋艦發射以擊落這顆失效衛星。發射幾分鐘後，標準三型飛彈成功攔截了目標並圓滿完成了任務；消除了這顆失效衛星最初對地面人類及財產所構成的潛在危險。 在減輕威脅的同時，「燃霜行動」也受到了其他國家的嚴格審視，這其中主要來自中國和俄羅斯。

## 行動背景
美國193號衛星是美國於2006年12月14日發射的軍事偵察衛星；其歸美國國家偵察局所有，但其確切功能和用途屬於機密。一些網站推測這顆衛星可能是高分辨率雷達衛星，旨在為美國國家偵察局生成圖像。於2006年12月14日21時（GMT時間）由三角洲二號運載火箭從美國范登堡空軍基地發射升空。雖然發射成功，但地面控制人員不久後就失去了對衛星的控制，並且無法重新獲得操控權。雖然衛星內含有毒性燃料，但本身失控的193衛星本身墜落的風險很低。但是時任總統喬治·W·布什依然決定將其銷毀，並下令美國戰略司令部實施計劃。

## 行動爭議
雖然美國導彈防禦署聲稱任務是為了「保護人類生命免受包含超過1000磅危險聯氨推進劑的5000磅失控衛星威脅」，但被多方質疑及批評，中國和俄羅斯嚴厲批評了美國的行動。特別是行動是發生在俄羅斯起草一項新的禁止太空武器的條約幾週後，當時該條約得到了中國的支持。俄羅斯指責美國使用聯氨氣體作為掩飾來測試反衛星武器。俄羅斯指過去有幾個國家具有毒燃料的衛星墜毀在地球上，但從來未有任何國家採取這種非常措施。另外有專家指有毒氣體無論如何都無可能在重新進入大氣層時倖存下來，即使有風險也是非常小。這些猜測使許多人相信，燒霜行動是對中國在2007年1月11日反衛星試驗的回應，擔心這將開始另一場「太空競賽」。對此，美國官員否認擊落衛星是為了回應中國一年前的反衛星試驗，或是試圖保護衛星的機密技術。